# Jesús Ynfante
Jesús Ynfante Corrales (Ubrique, 1 de septiembre de 1944-Los Barrios, 18 de julio de 2018) fue un periodista y escritor español.

## Biografía

### Formación y exilio
Ynfante era pariente cercano de Blas Infante, fundador del andalucismo histórico y declarado «padre de la patria andaluza» por el Parlamento de Andalucía en 1983. El padre de Jesús, no obstante, cambió la primera letra del apellido para despistar sobre sus orígenes.
Jesús Ynfante estudió Economía con los jesuitas en San Sebastián y luego comenzó a estudiar Derecho y Periodismo en Madrid y Valladolid. En su etapa universitaria se mostró contrario a la dictadura de Francisco Franco, razón por la que fue detenido por la policía, encarcelado y torturado en la prisión de Carabanchel. Paralelamente a este episodio determinó no hacer el servicio militar, ni siquiera en las Milicias Universitarias.  
Todas estas circunstancias confluyeron para su traslado a Londres a estudiar y luego a París donde, como refugiado político, siguió estudiando en La Sorbona. Luchó en el Mayo del 68 en París, lo que le llevó a estar retenido en la prisión de La Santé. Tras la muerte de Francisco Franco volvió a España.

### Investigaciones periodísticas
En 1970 publicó un libro que contó con gran éxito editorial: La prodigiosa aventura del Opus Dei. Génesis y desarrollo de la santa mafia.En este libro Ynfante aporta  información sobre los fundadores y los componentes de la época en la dirección de la organización religiosa Opus Dei y el funcionamiento de ésta, imbricada desde sus orígenes al sistema franquista. Fue éste el primero de los tres libros de denuncia que Ynfante escribió sobre dicha organización católica. Completan el trío Opus Dei. Así en la tierra como en el cielo, publicado en 1996, y El santo fundador del Opus Dei, publicado por Planeta en 2002. Al estudio de la Iglesia católica dedicó también su último libro, La cara oculta del Vaticano, publicado en 2004 por Foca.
La prodigiosa aventura del Opus Dei: génesis y desarrollo de la Santa Mafia, publicado en 1970 por Ruedo ibérico, estuvo prohibido en España. Esta obra convirtió a Jesús Ynfante en perseguido por la dictadura, pero también le dio prestigio internacional y cimentó su carrera posterior como escritor y periodista. En Francia aún publicó más libros dedicados a los negocios sucios del franquismo como Los negocios de Porcioles: las Sagradas Familias de Barcelona (Tolouse: Monipodio, 1974) y Los negocios ejemplares: Rumasa, Sofico, Matesa, los negocios del “Caudillo” (Tolouse: Monipodio, 1975).
En 1978 salió su investigación sobre La fuga de capitales y los bancos suizos, en 1982 el Libro negro de la colza: el misterio del síndrome tóxico por el aceite y en 1998 publicó Los muy ricos: las trescientas fortunas más grandes de España.
La importancia de las organizaciones religiosas en la sociedad española —lo que él llamaba el «fascismo clerical»— y la corrupción económica de los dirigentes del franquismo y del sistema mismo centraron la labor que Ynfante desarrolló como investigador y escritor. Sus primeros trabajos como periodista los desarrolló en Francia, donde escribió en las publicaciones satíricas Le Canard Enchaîné y Charlie Hebdo. A su vuelta a España llegó a dirigir la revista de humor El Cocodrilo, pero su carrera en él fue muy corta cuando descubrió que los propietarios de la publicación eran empresarios que sólo querían desgastar al gobierno socialista surgido de las elecciones generales de 1982.
En el exilio francés conoció a Andrés Vázquez de Sola, del que guardaba en su biblioteca algunos libros editados en Francia por el periodista y pintor sanroqueño, como La vida sexual de Franco y La vida sexual de Jesucristo. También en Francia coincidió con José Ignacio Domínguez, abogado y piloto de aviación que en su juventud fue portavoz en el exilio de la Unión Militar Democrática (UMD), al que ya conocía con anterioridad y con quien mantuvo una amistad  a lo largo de toda su vida, llegando a nombrarle albacea en documento privado.
Sus conocimientos de economía y periodismo le sirvieron de mucho en los años ochenta y principios de los noventa del siglo XX en su puesto de corresponsal de la Agencia EFE en Bruselas, donde vivió y escribió sobre todo el proceso de integración de España en el entonces llamado Mercado Común y en los primeros años de este país en la Comunidad, luego Unión Europea.

Jesús Ynfante siempre fue crítico con el poder y las cloacas del Estado, como lo manifestaba su lema:
La mano que levanta la tapadera nunca ha sido la causa del humo que sale del puchero.
También escribió documentados libros de ensayo sobre los temas antes citados y una novela, El silencio de la termita, que es una parodia sobre Rumasa, el grupo empresarial que fundara otro miembro del Opus, el jerezano José María Ruiz Mateos. Es destacable un escrito en francés: Un crime sous Giscard: l’affaire de Broglie, l’Opus Dei, Matesa (Maspero, 1981).
Una enfermedad le apartó del acelerado ritmo periodístico a mitad de los años 1990 y en 1995 se fue a vivir a una casa de Los Barrios, localidad campogibraltareña en la que había residido su tío Cristóbal Infante. En este pueblo Jesús siguió investigando, escribiendo libros y colaborando de forma esporádica con la prensa provincial.
Murió en el verano de 2018. Pocos años antes de fallecer estuvo intentando con varias editoriales de Madrid la publicación de un libro sobre la monarquía española que tituló La Remonarquía, tarea en la que contó con la ayuda de Isabelo Herreros, presidente de la Asociación Manuel Azaña. Sostiene en él que Franco, que soñó proclamarse rey a sí mismo, se conformó con hacer de regente de Juan Carlos I.

## Obra

### Libros
- La prodigiosa aventura del Opus Dei: génesis y desarrollo de la Santa Mafia, Ruedo Ibérico, 1970.[12]
- Los negocios de Porcioles. Las sagradas familias de Barcelona, Ediciones Monipodio, 1975.
- Los negocios ejemplares, Matesa, Sofico, Rumasa, los negocios del “Caudillo”, Ediciones Monipodio, 1975.
- El ejército de Franco y de Juan Carlos, Ruedo Ibérico, 1976.
- Los negocios militares. Las fuerzas armadas en España, Monipodio, 1976.
- La fuga de capitales y los bancos suizos, Editorial Dopesa, 1978.
- El silencio de la termita, Editorial Legasa, 1979.
- Un crime sous Giscard: l’affaire de Broglie, l’Opus Dei, Matesa, los negocios del “Caudillo”, editorial Maspero, 1981.
- Libro negro de la colza: el misterio del síndrome tóxico por el aceite, Puntual Ediciones, 1982.
- Opus Dei. Así en la tierra como en el cielo, Grijalbo, 1996.
- Los muy ricos: las trescientas fortunas más grandes de España, Grijalbo, 1998.
- El santo fundador del Opus Dei. Biografía completa de Josemaría Escrivá de Balaguer, Editorial Crítica, 2002.
- La cara oculta del Vaticano, Editorial Foca, 2004.

### Artículos
- En Interviú:
  - El poder de los Oriol (30/12/1976)
  - Los chanchullos del TALGOriol (26/01/1977)
  - RUMASA se puede hundir (01/09/1977)
- En Revista Posible:
  - La fortuna de la familia Franco: más de cien mil millones (01/12/1977)
- En Sábado Gráfico:
  - Evasión de capitales: los trucos (17/06/ 1978)
  - La clave del escándalo Matesa: los millares de los telares en enciclopedias por fascículos  (21/10/1978)
  - Asunto Mendoza. Petróleo soviético para España (02/12/1978)
- En la Gaceta Ilustrada:
  - La santa mafia de los casinos (12/11/1978)
- En El Caso:
  - El Rubio da la cara (6 entregas en 1980)
- En Política, revista republicana:
  - A la tercera va la vencida (julio/agosto 2000)
  - La maldición de Don Juan (mayo/junio 2005)
  - La remonarquía española (septiembre/octubre 2005)
  - Los secuestros de recién nacidos en España (marzo/mayo 2011)
- En La República. Revista de expresión cultural del Ateneo Republicano del Campo de Gibraltar:
  - El elefante blanco del 23F (enero 2010 )